# Alexander Wolf (Politiker)

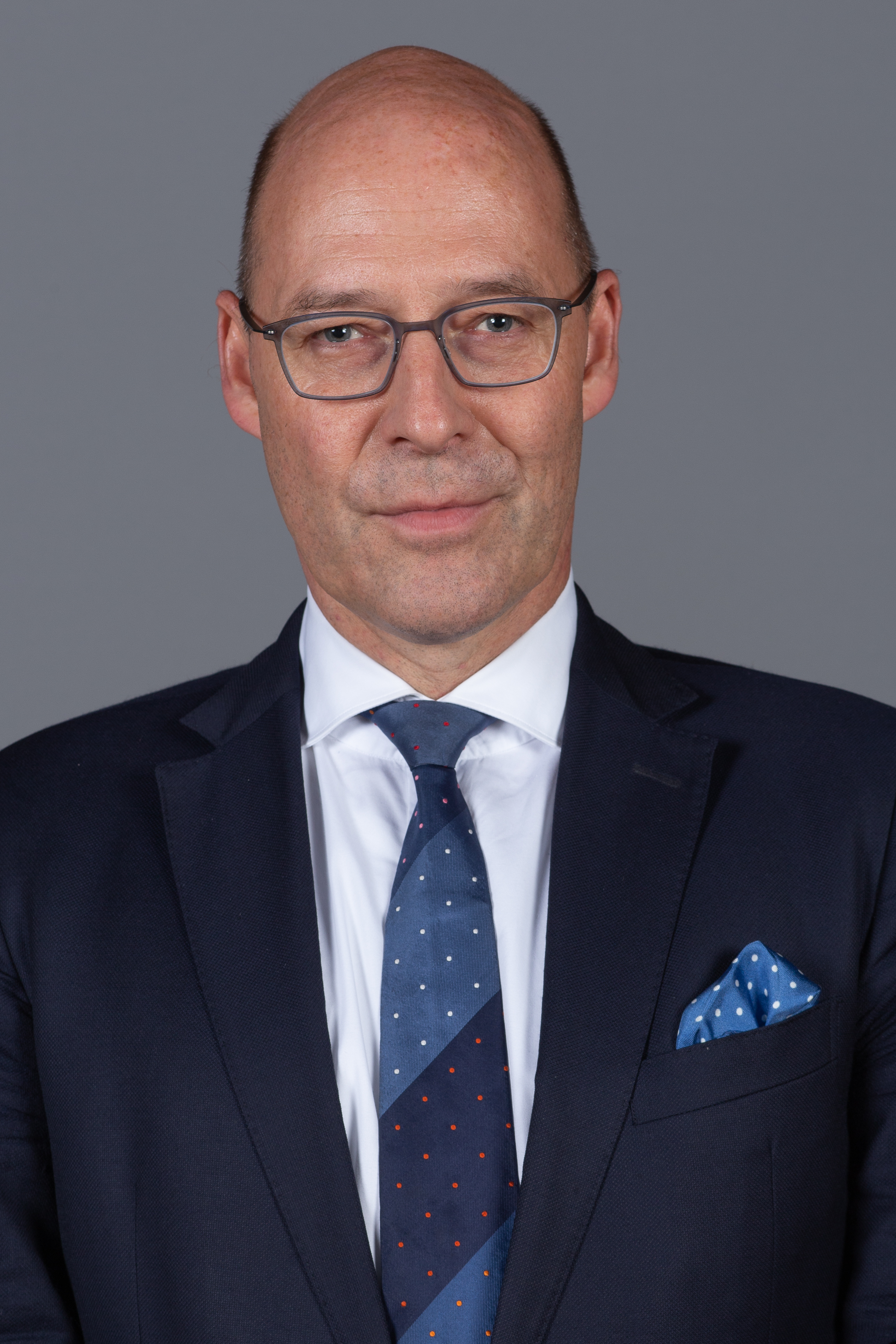
Alexander Wolf (2018)

Alexander Herbert Wolf (* 19. April 1967 in Leipzig) ist ein deutscher Politiker (AfD). Seit 2025 ist er Mitglied des Deutschen Bundestages. Von 2015 bis 2025 war er für die AfD Mitglied der Hamburgischen Bürgerschaft. Er ist stellvertretender Vorsitzender der AfD Hamburg, war stellvertretender Fraktionsvorsitzender der AfD-Bürgerschaftsfraktion und von 2019 bis 2022 Mitglied im AfD-Bundesvorstand. 1989 war er Gründungsvorsitzender des Republikanischen Hochschulverbandes.

## Leben
Wolf wurde 1967 in Leipzig geboren. 1979 siedelte seine Familie in die Bundesrepublik Deutschland über.
1987 legte Wolf das Abitur am Ludwigsgymnasium München ab. Von 1987 bis 1993 studierte er Rechtswissenschaft sowie Philosophie, Geschichte und Politik an der Ludwig-Maximilians-Universität München. Während des Studiums in München wurde er Mitglied der Münchener Burschenschaft Danubia, der er heute als Alter Herr angehört. Er ist außerdem Alter Herr der Pennalen Burschenschaft Saxonia Czernowitz zu München.
1994 legte er das Erste Staatsexamen ab. Von 1994 bis 1996 absolvierte er sein Referendariat in Bayern mit einer Auslandsstation in Windhoek (Namibia). 1996 war er bei Arndt Raupach, Oppenhoff & Rädler tätig. 1996 legte er das Zweite Staatsexamen ab. Weitere Stationen führten ihn 1996/97 nach Speyer und 1997/98 als DAAD-Stipendiat an das Brasenose College nach Oxford (M.Jur.). 1998 wurde er bei Peter Lerche an der LMU München mit der staatsrechtlichen Dissertation Prozessuale Probleme des „Maastricht“-Urteils des Bundesverfassungsgerichts zum Dr. jur. promoviert.
Anschließend war er in der europäischen Wirtschaftskanzlei Noerr Rechtsanwälte in München und Berlin tätig und machte sich 2008 mit einer Kanzlei für Wirtschaftsrecht in Hamburg selbständig. Von 2012 bis 2016 war Wolf Geschäftsführer der my green invest GmbH, die sich mit Investitionen in erneuerbare Energien befasste.
Er war Gastautor und Interviewpartner der Zeitung Junge Freiheit (JF). Außerdem leitete er den 1991 gegründeten JF-Arbeitskreis im Jungkonservativen Club in München.
Wolf übernahm 1998 für eine Amtszeit den Vorsitz des Altherrenverbands der Burschenschaft Danubia und war bis Ende 2015 Leiter der Ehemaligenvereinigung Oxford University Society in Hamburg.
Wolf ist verheiratet und hat zwei Kinder.

## Politik

### Partei
Wolf war 1989 gemeinsam mit Alexander von Schrenck-Notzing und Hans-Ulrich Kopp auf dem Haus der Burschenschaft Danubia Gründungsvorsitzender des Republikanischen Hochschulverbandes, den er im Frühjahr 1990 wieder verließ. Außerdem gehörte er 1990 für einige Monate der Partei Die Republikaner an, trat aber nach eigenen Angaben aus, weil er sich „als liberal-konservatives Feigenblatt“ missbraucht gefühlt habe.
Seit 2014 ist er Mitglied der Alternative für Deutschland. Beim Landesparteitag im Oktober 2015 wurde Wolf zum stellvertretenden Vorsitzenden der AfD Hamburg gewählt. 2017 kandidierte er für den Landesvorsitz in Hamburg. Bei der Abstimmung während des Landesparteitags am 25. November 2017 unterlag er mit 54 zu 74 Stimmen Dirk Nockemann.
Wolf wurde am 1. Dezember 2019 auf dem AfD-Bundesparteitag in Braunschweig zum Beisitzer im AfD-Bundesvorstand gewählt.

### Abgeordneter
Über die Landesliste (Platz 9) wurde er bei der Bürgerschaftswahl in Hamburg 2015 in die Hamburgische Bürgerschaft gewählt. Er kandidierte als Direktkandidat für den Wahlkreis Barmbek – Uhlenhorst – Dulsberg (Wahlkreis 9) und erlangte 1,9 Prozent der Erststimmen. In der Bürgerschaft war er ab September 2017 Fraktionsvorsitzender der AfD-Bürgerschaftsfraktion. Seit März 2021 ist er nur noch stellvertretender Fraktionsvorsitzender. Zudem ist er Vorsitzender des Europaausschusses und Mitglied des Schulausschusses sowie Sprecher für Migration und Integration sowie für Schulpolitik.
Bei der Bürgerschaftswahl in Hamburg 2020 schaffte er für die AfD den Wiedereinzug in die Hamburgische Bürgerschaft. Bei der Bürgerschaftswahl 2025 wurde er erneut in die Bürgerschaft gewählt, nahm das Mandat allerdings aufgrund seiner Wahl in den Bundestag nicht an. Für ihn rückte Robert Risch in die Bürgerschaft nach.
Bei der Bundestagswahl 2025 trat er für die AfD Hamburg auf Listenplatz 2 an, über den er in den Bundestag einzieht.

### Politische Positionen
Eine Senatsantwort auf eine Anfrage des AfD-Fraktionsvorsitzenden Alexander Wolf zeigte, dass fast jede vierte Klassenfahrt im Schuljahr 2018/2019 mit dem Flugzeug absolviert wurde. Wolf kritisierte dieses Verhalten mit Es ergibt wenig Sinn, für das Klima auf die Straßen zu gehen und Forderungen zur Rettung der Welt aufzustellen, aber sich selbst nicht zu mäßigen, selbst nicht mit gutem Beispiel voranzugehen. Besonders absurd sind die ‚Klassenflüge‘ der ‚Klimaschulen‘, die diesen Namen offenkundig nicht verdienen.

## Kritik
Kurz vor dem Landesparteitag der Hamburger AfD Ende November 2017 berichteten Medien über eine Liedersammlung unter dem Titel Der Schlachtruf, die Alexander Wolf 1994 herausgab. Das Liederbuch zeigt einen schwarzen Adler auf rotem Grund. Darin ist neben vielen anderen Liedern auch das Lied des Reichsjugendführers der Nationalsozialisten Baldur von Schirach zu finden: Unsere Fahne flattert uns voran – das Lied der Hitlerjugend. Im Liedtext wurden die Worte Hitler und Führer durch Deutschland ersetzt.
Wolf verwies darauf, dass auch Wanderlieder und Lieder von Hans Albers und Zarah Leander enthalten seien und keines der aufgeführten Lieder verboten sei. Heute aber „würde er für die Herausgabe dieser Liedersammlung nicht mehr zur Verfügung stehen“.

### Ablehnung des BegriffsGenozidfür das Massaker von Srebrenica
Am 11. Juli 2025, dem dreißigsten Jahrestag des Massakers von Srebrenica, bezeichnete Wolf in einer Bundestagsdebatte die Einstufung der Geschehnisse als Genozid als „sehr unkluge“ und politisch motivierte Entscheidung. Er löste mit seiner Rede scharfen Protest aus: Unter anderem ergriff Außenminister Johann Wadephul im Anschluss ungeplant das Wort und sprach den anwesenden Angehörigen der Opfer sein Bedauern über die Art dieser Debatte aus. Der Internationale Strafgerichtshof für das ehemalige Jugoslawien (ICTY) erkannte 2004 das Massaker rechtlich als Genozid an, der Internationale Gerichtshof (IGH) bestätigte 2007, dass in Srebrenica ein Genozid stattfand. Neben zahlreichen Staaten und Institutionen, die den Genozid anerkennen, besteht zudem ein weitgehender Konsens innerhalb der wissenschaftlichen Forschung über diese Einordnung.

## Schriften (Auswahl)
- Der Schlachtruf, 1994 (als Herausgeber)
- Prozessuale Probleme des „Maastricht“-Urteils des Bundesverfassungsgerichts (= Schriften zum Staats- und Völkerrecht. Bd. 81). Lang, Frankfurt am Main u. a. 1999, ISBN 3-631-34577-1.